# Sarazzistische Partei – für Volksentscheide
Die Sarazzistische Partei – für Volksentscheide SPV Atom-Stuttgart21 (Kurzbezeichnung: SPV) war eine Kleinstpartei in Deutschland. Sie wurde am 9. Oktober 2010 in Köln gegründet und kandidierte erstmals am 20. März 2011 bei der Landtagswahl in Sachsen-Anhalt. Sie bezieht sich inhaltlich und mit ihrem Programm auf den damaligen SPD-Politiker Thilo Sarrazin und insbesondere auf seine Thesen im 2010 erschienenen Buch Deutschland schafft sich ab. Sarrazin selbst hat jedoch keinerlei Verbindung zu der Partei. Der Name der Partei soll sich jedoch auf die Thesen von „Ines Sarazz“ beziehen; unter diesem Pseudonym wurden in den 1970er Jahren an der Universität Marburg gesellschaftskritische Texte verteilt.

## Wahlen
Die Partei versuchte erfolglos, für die im Frühjahr 2011 stattfindenden Landtagswahlen in Hamburg und Rheinland-Pfalz zu kandidieren. Sie konnte in beiden Ländern nicht die Anzahl der notwendigen Unterstützerunterschriften sammeln. Beim Hamburgischen Verfassungsgericht wurde ein Antrag gestellt, auf Grund der durch die vorgezogenen Neuwahlen verkürzten Vorlaufzeit dieser Wahl vom Sammeln der Unterstützungsunterschriften befreit zu werden. In Sachsen-Anhalt hingegen gelang die Zulassung. Bei der Landtagswahl in Sachsen-Anhalt 2011 erreichte die Partei 0,4 % der Stimmen.

## Programm
Die Umsetzung der Ideen von Thilo Sarrazin ist das Programm der SPV in den Bereichen Bildung und Integration. Weiterer Programmpunkt ist die Einführung von Elementen der Direkten Demokratie, so sollen zum Beispiel „Mini-Volksentscheide“ die Mitwirkung der Bürger bei der Besetzung der Spitzenämter der Politik benutzt werden. Im Bereich Wirtschaftspolitik setzt die SPV auf „Anreizkorrigierte sozialere Marktwirtschaft“.